# Mount Mana
Mount Mana är ett berg i Antarktis. Det ligger i Östantarktis. Norge gör anspråk på området. Toppen på Mount Mana är 2 215 meter över havet, eller 424 meter över den omgivande terrängen. Bredden vid basen är 3,1 km.
Terrängen runt Mount Mana är varierad. Trakten är inte befolkad. Närmaste tidigare befolkade plats är Borga forskningsstation, 18,6 kilometer sydväst om Mount Mana.